# Reazione nucleare

Un esempio di reazione nucleare.

In fisica e in chimica nucleare una reazione nucleare è un tipo di trasformazione della materia che riguarda il nucleo di un atomo di uno specifico elemento chimico, che viene convertito in un altro a diverso numero atomico coinvolgendo le cosiddette forze nucleari. Essendo tali forze notevolmente più forti delle forze elettrostatiche, le energie in gioco nelle reazioni nucleari sono sensibilmente più elevate rispetto a quelle in circolo nelle reazioni chimiche e metalliche.

## Descrizione
Il bombardamento del nucleo con nucleoni, fotoni o altri nuclei opportunamente accelerati, dà luogo a vari processi consistenti in violente variazioni dell'energia e della quantità di moto delle particelle interagenti e, in molti casi, nella produzione di particelle diverse da quelle che hanno interagito.
Nelle reazioni nucleari i nuclei dei reagenti sono diversi dai nuclei dei prodotti finali, che possono essere sia degli isotopi (cioè atomi dello stesso elemento chimico quindi con lo stesso numero atomico, ma con differente numero di massa) dei reagenti iniziali, sia elementi chimici completamente differenti. L'energia minima necessaria che deve possedere un reagente, affinché la reazione abbia luogo, deve almeno eguagliare l'energia di barriera.
Durante una reazione nucleare il numero di massa A (numero dei nucleoni = protoni + neutroni) e il numero atomico Z (numero dei protoni) sono conservati, cioè rimangono costanti.
Ad esempio:

{\displaystyle \mathrm {^{14}_{~7}N} +\mathrm {^{4}_{2}He} \to \mathrm {^{17}_{~8}O} +\mathrm {^{1}_{1}p} }
Conservazione di A: 14 + 4 = 17 + 1

Conservazione di Z: 7 + 2 = 8 + 1

### Tipi di reazioni nucleari

La reazione di fusione nucleare tra deuterio e trizio con l'emissione di elio, un neutrone e la produzione di 3,5 MeV d'energia.

Le principali reazioni nucleari spontanee, cioè che avvengono in natura, sono:
- fissione nucleare
- fusione nucleare
- annichilazione particella-antiparticella

Nella prima avviene la divisione di un nucleo in due o più nuclei, nella seconda l'unione di due nuclei in uno. La fissione nucleare è alla base della tecnologia dell'energia nucleare, la fusione è alla base dell'emissione di energia delle stelle. L'annichilazione avviene invece quando una particella e la sua antiparticella entrano in contatto trasformandosi, completamente o parzialmente, in energia elettromagnetica. In questi casi sono coinvolte le forze nucleari forti.
Anche la trasmutazione o decadimento radioattivo può essere considerato una reazione nucleare in quanto processo spontaneo che coinvolge come reagente il nucleo atomico di determinati isotopi instabili. In questo caso possono essere coinvolte anche le forze nucleari deboli.
A queste reazioni si aggiunge una ricca tipologia di reazioni nucleari indotte, cioè che non avvengono spontaneamente in natura.  Esse sono prodotte artificialmente facendo collidere fra loro due nuclei atomici, accelerati a varie energie. 
Le prime reazioni nucleari indotte vennero realizzate agli inizi del XX secolo utilizzando le particelle emesse da sorgenti radioattive naturali, come nel famoso esperimento di Rutherford, che permise di gettare luce sulla vera struttura dell'atomo. 
A partire dagli anni '30 del XX secolo, le reazioni nucleari indotte furono ottenute accelerando nuclei atomici con vari tipi di acceleratori, che si basano sull'utilizzo di opportuni campi elettrostatici o elettromagnetici. Pertanto le particelle accelerate devono essere cariche, cioè devono essere atomi (almeno parzialmente) ionizzati.
Inizialmente fu possibile accelerare solo nuclei molto semplici, come ad esempio protoni (nuclei di idrogeno) o particelle alfa (nuclei di elio), e quindi la tipologia di nuove reazioni nucleari fu piuttosto limitata. Gli sviluppi tecnologici successivi permisero di accelerare nuclei sempre più pesanti (fino all'uranio e oltre) ad energie sempre più elevate (fino a svariati Gigaelettronvolt o GeV, pari a un miliardo di elettronvolt). 
Ciò ha dato origine ad una nuova branca della fisica nucleare che prende il nome di Fisica nucleare con ioni pesanti (in inglese Heavy-ion physics), che ha per oggetto una vastissima tipologia di nuove reazioni nucleari indotte.